# آلوپکا
شهر آلوپکا (به روسی: Алупка) در شبه جزیره کریمه در کشور اوکراین واقع شده‌است. جمعیت این شهر ۹٬۰۱۸ نفر  است.